# Rac

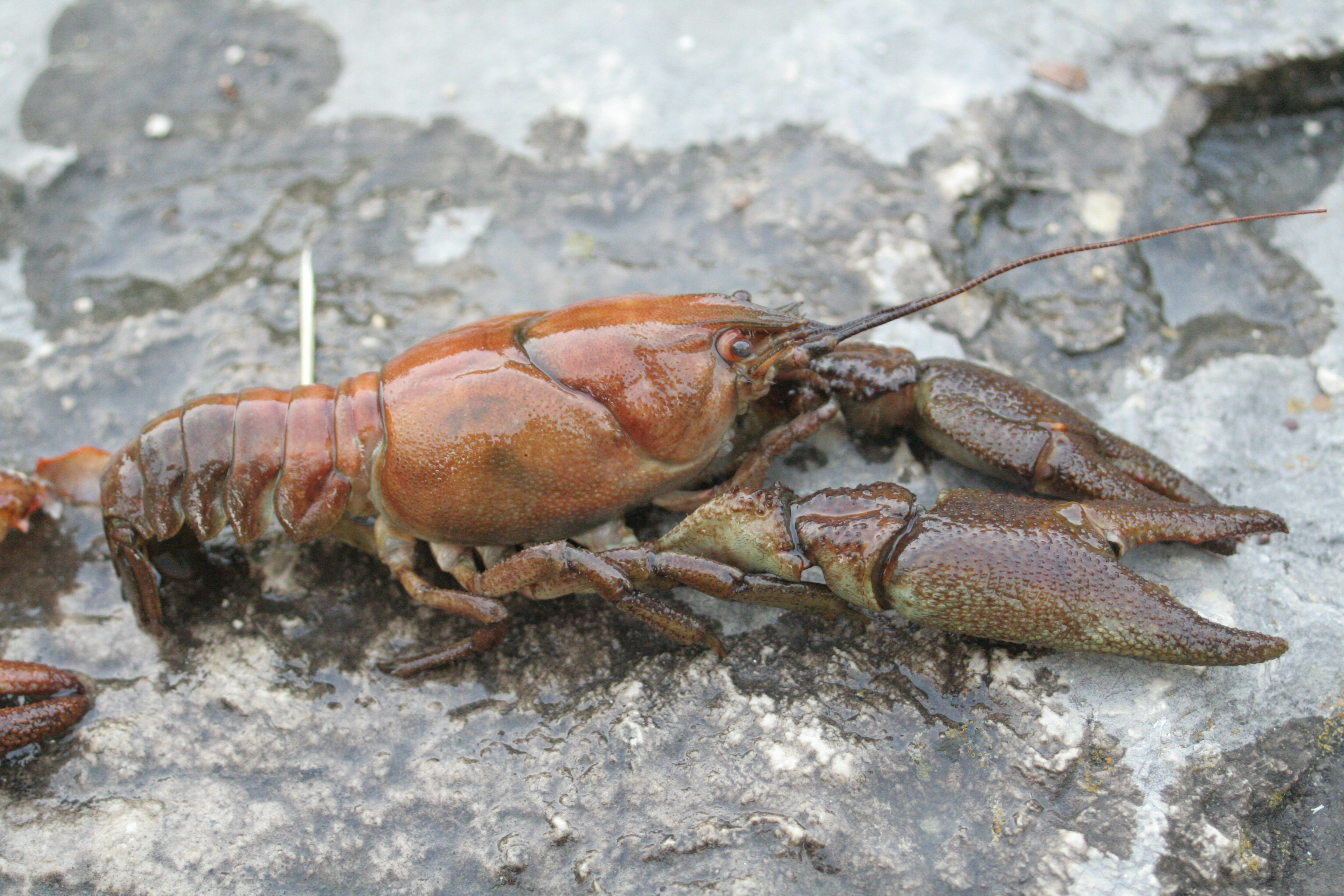
Austropotamobius pallipes

Racul (Pleocyemata) este un animal care face parte din ordinul crustaceelor decapode.
Are corpul divizat în cefalotorace și abdomen, cu carapacea de culoare neagră-verzuie.
Prima pereche de membre este prevăzută cu clești puternici.
Abdomenul este alcătuit din șapte inele și servește la înot.Trăiește în Europa, în râuri și în bălți și este comestibil.

## Alcătuirea Corpului
Corpul este acoperit de o crusta de calcar si chitina . Racul are schelet extern sub care se găsesc muschii.
Cefalotorace ➡ 
-doua perechi de antene cu care pipăie si miroase 
-gura cu fălci puternice
-5 perechi de picioare articulate 
Abdomen➡ format din 7 segmente 
- primele sau fiecare cate o pereche de picioare 
.              
-ultimele două formează înotătoarea coadala

## Sistematică
- - Malacostraca
    - Leptostraca sau Phyllocarida
    - Odontodactylus scyllarus (Stomatopoda sau Hoplocarida)
    - Syncarida
      - Racul de fântână (Bathynellacea)
      - Anaspidacea

    - Eucarida
      - Garnele (Euphausiacea)
      - Amphionidacea
      - Decapode (Decapoda)
        - Dendrobranchiata
          - Paneidea

        - Pleocyemata
          - Caridea
          - Scherengarnelen (Stenopodidea)
          - Reptantia
            - Raci mari (Astacidea)
            - Thalassinidea
            - Languste (Palinura)
            - Raci mijlocii (Anomura)
            - Crabi (Brachyura)

    - Peracarida
      - Glaskrebse (Mysidacea)
        - Mysida
        - Lophogastrida

      - Crustacei paraziți (Amphipoda)
        - Gammaridea
        - Ingolfiellidea
        - Corophiidea
        - Hyperiidea

      - Cumacea
      - Mictacea
      - Spelaeogriphacea
      - Tanaidacea (Tanaidacea)
      - Isopoda (Isopoda)
        - Phreatoicidea
        - Asellota
        - Oniscidea (Oniscidea)
        - Valvifera
        - Anthuridea
        - Sphaeromatidea
        - Cymothoidea

      - Thermosbaenacea sau Pancarida